# Lijst van Surinaamse protesten en onlusten
Dit is een lijst van Surinaamse protesten en onlusten.

## In Suriname
| Datum                 | wat                                                      | toelichting |
| --------------------- | -------------------------------------------------------- | --- |
| 24 september 1884     | Opstand van Zorg en Hoop                                 | Opstand met 7 dodelijke slachtoffers                                                                                 |
| 30 juli 1902          | Opstand van Mariënburg                                   | Opstand met 24 dodelijke slachtoffers                                                                                |
| 1931                  | Hongeroproer in Paramaribo                               | |
| 7 februari 1933       | Zwarte Dinsdag                                           | Neergeslagen protesten voor de vrijlating van Anton de Kom met twee dodelijke slachtoffers                           |
| 15 december 1971      | Mars naar de Vrijheid                                    | Protestmars voor Surinaamse onafhankelijkheid                                                                        |
| januari-maart 1973    | Protesten in Suriname                                    | Arbeidsonrust met 22 gewonden en het leven van Ronald Abaisa tot gevolg                                              |
| oktober-december 1982 | Protesten tegen het militaire regime in Suriname         | Protesten tegen het militaire regime en het bezoek van Maurice Bishop die de aanloop vormden naar de Decembermoorden |
| 6 januari 1984        | Stakingen bij Billiton en Suralco                        | Protesten tegen belastingverhogingen en het militaire regime                                                         |
| 1999                  | Protesten tegen de regering-Wijdenbosch                  | Protesten tegen de economische recessie die de val van het kabinet-Wijdenbosch II veroorzaakten                      |
| 2009                  | Rellen rond kerst in Papatam                             | Rellen tegen buitenlanders in de goudwinning bij Albina                                                              |
| 2015 - 2020           | Wij Zijn Moe(dig)                                        | Protesten tegen het kabinet-Bouterse II die na de verkiezingen versneld aftrad                                       |
| 17 februari 2023      | Bestorming van De Nationale Assemblée                    | Bestorming na anti-regeringsprotesten van Organic Movement                                                           |
| 2 mei 2023            | Gewelddadig inheems protest tegen gronduitgiftes in Para | Inheemse rellen als gevolg van verlenging gronduitgiftes                                                             |

## In Nederland
| Datum            | wat                                                | toelichting                                                                               |
| ---------------- | -------------------------------------------------- | ----------------------------------------------------------------------------------------- |
| 18 augustus 1970 | Bezetting van het Kabinet van Suriname             | Kabinet van Suriname, Den Haag                                                            |
| 20 maart 1971    | Manifestatie Kolonialisme-Onafhankelijkheid        | RAI Amsterdam                                                                             |
| 1 juli 1971      | Suriname Onafhankelijk Nu                          | De Brakke Grond                                                                           |
| 11 december 1971 | Mars naar de Vrijheid                              | Amsterdam                                                                                 |
| 26 juli 1974     | Bezetting gebouw Stichting voor Surinamers         | Den Haag                                                                                  |
| 6 januari 1984   | Bezetting van het Surinaamse consulaat             | In Amsterdam, uit solidariteit met stakende arbeiders bij Billiton en Suralco in Suriname |
| 17 december 1986 | Demonstratie van Surinaamse Patriotten in Den Haag | Den Haag                                                                                  |
| 26 februari 1988 | Surinaams-inheems protest in Den Haag              | voor Surinaamse ambassade in Den Haag                                                     |

## Staatsgrepen
| Datum     | wat                              | toelichting                                    |
| --------- | -------------------------------- | ---------------------------------------------- |
| 1909-1910 | Poging tot staatsgreep           | door Frans Killinger                           |
| 1947      | Poging tot staatsgreep           | door Simon Sanches                             |
| 1980      | Sergeantencoup                   | door de Groep van 16                           |
| 1980      | Administratieve coup in Suriname | bracht Desi Bouterse aan de macht              |
| 1982      | Rambocuscoup                     | mislukte tegencoup                             |
| 1990      | Telefooncoup                     | door het leger onder leiding van Desi Bouterse |